# Jakob Fay
Jakob Fay (genaues Geburts- und Sterbedatum unbekannt) war ein deutscher Lithograf.

## Leben
Häufig zusammen mit seinem Bruder Antonio Fay war Jakob Fay als Lithograf in Frankfurt am Main tätig. Seine Wirkungsdaten reichen von etwa 1837 bis 1845.
In den Jahren 1844/1845 waren die Brüder in einen Fall der Urheberrechtsverletzung verwickelt, in dem es um den illegalen Nachdruck von Lithografien mit Jagdstücken von Ernst Fröhlich und Victor Adam ging. Kläger war die Kunsthandlung Artaria & Fontaine in Mannheim, Beklagte waren die Kunsthandlung Christian Scholz in Mainz und Jakob Fays Bruder Antonio.

## Werke (Auswahl)

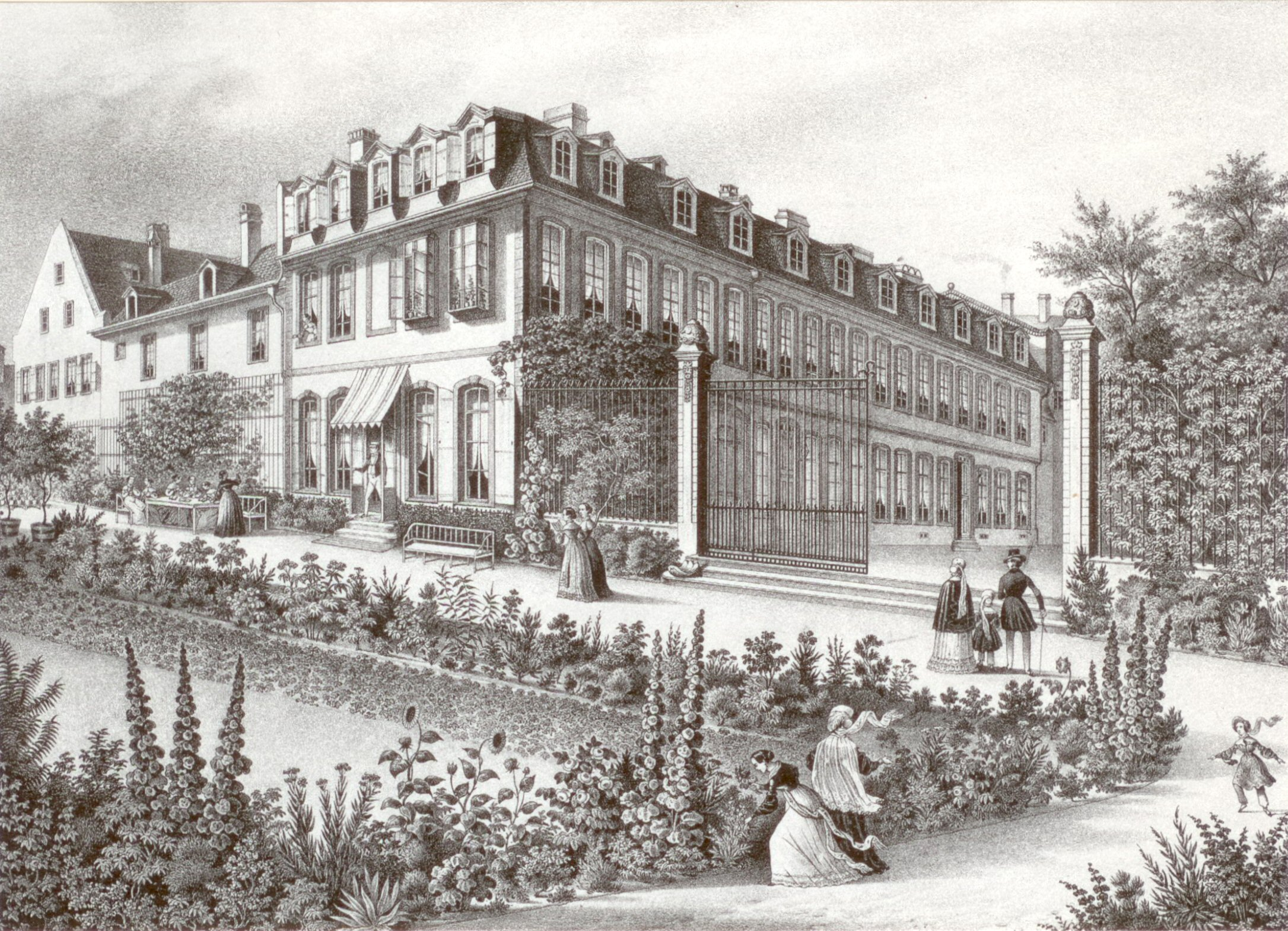
Der Weiße Hirsch am Großen Hirschgraben von der Gartenseite aus gesehen, um 1840

- Gretchen (1837) nach August von der Embde
- Ruhender Ritter im Walde nach Carl Friedrich Lessing
- Gustav Adolphs Tod nach Dietrich Monten
- Die sieben Werke der Barmherzigkeit nach Edward von Steinle
- Die Spieler nach Gisbert Flüggen
- Die Weinprobe nach Johann Peter Hasenclever
- Die Braut nach Heinrich von Rustige
- Heimkehr von der Kirche nach Heinrich von Rustige